# Mælkepop
Mælkepop eller i daglig tale, Mælkepoppen eller bare Poppen, var en række af af ungdomsbarer over hele landet, der blev åbnet i midten af 1960'erne af mælkeproducenten Danske Mejeriers Fællesorganisation. Deres udviklingsafdeling, Karolines Køkken oprettedes i 1962 og herfra stammer Mælkepopperne.
Den efterhånden faldende interesse for mælke- og smørprodukter, fik Karoline til at starte forskellige tiltag, bl.a. Karolines Køkken og Mælkepopperne. På Mælkepopperne serveredes en lang række ikkealkoholiske drikke,dog mest milkshakes med forskellig smag. I byerne,  Kolding (1963-1969), Ballerup, Frederiksberg, Aalborg, Århus, Vejle og Esbjerg opstod der en Mælkepop.
Mælkepopperne afholdte forskellige aktiviteter, såsom filmaften,diskussionsmøder,pladepræsentationer og ikke mindst koncerter. Pigtrådsmusikkens fremmarch i 1960'erne var en stor del af ungdomslivet på barerne og en lang række udenlandske og danske band spillede der.
De fleste lukkede dog efter en kort årrække.